# Sam Kendricks
Sam Kendricks (* 7. září 1992) je americký atlet, jehož specializací je skok o tyči.
Do nejužší světové špičky skokanů o tyči se dostal v roce 2016. Nejprve se v Eugene stal halovým vicemistrem světa, v létě pak v Rio de Janeiro vybojoval bronzovou medaili. V srpnu 2017 se v Londýně stal v této disciplíně mistrem světa.

## Osobní rekordy
- hala – 601 cm – 8. února 2020, Rouen
- venku – 606 cm – 27. července 2019, Des Moines (NR)